# Chen Yin
Chen Yin (en chino: 陈寅; n. Hebei, 29 de marzo de 1986) es un nadador de estilo mariposa chino.

## Biografía
Hizo su primera aparición olímpica en los Juegos Olímpicos de Pekín 2008. Nadó en la quinta serie, y tras hacer un tiempo de 1:56.55, fue clasificado para la semifinal, quedando eliminado con el undécimo mejor tiempo, siendo de 1:55.88. También participó en los Juegos Olímpicos de Londres 2012, nadando en la prueba de 200 m mariposa. Nadó en la tercera serie, con un tiempo de 1:55.60, pasando a las semifinales al quedar en la posición sexta en el sumario total. Nadó en la primera semifinal, consiguiendo un tiempo de 1:54.43, siendo este el tercer mejor tiempo para disputar la final, en la que quedó octavo nadando en 1:55.18.

## Marcas personales
- Actualizado a 3 de noviembre de 2014.

| Piscina larga  | Piscina larga | Piscina larga                           | Piscina larga | Piscina larga |
| -------------- | ------------- | --------------------------------------- | ------------- | ------------- |
| Estilo         | Tiempo        | Competición                             |               |               |
| 50 m mariposa  | 24.63         | Campeonato asiático de natación de 2012 |               |               |
| 100 m mariposa | 52.73         | Campeonato asiático de natación de 2012 |               |               |
| 200 m mariposa | 1:54.43       | Juegos Olímpicos de 2012                |               |               |
| Piscina corta  |               |                                         |               |               |
| Estilo         | Tiempo        | Competición                             |               |               |
| 50 m mariposa  | 24.12         | Campeonato Mundial de Natación en 2012  |               |               |
| 100 m mariposa | 52.36         | Campeonato Mundial de Natación en 2012  |               |               |
| 200 m mariposa | 1:52.97       | Copa del Mundo de natación de 2007      |               |               |